# Maracanazo
El término futbolístico maracanazo (en portugués: Maracanaço; tdl. ‘Batacazo de Maracaná’) se utiliza para referirse al último partido de la Copa Mundial de Fútbol de 1950, disputada en Brasil, cuyos protagonistas fueron Brasil y Uruguay. Se llevó a cabo el 16 de julio de 1950 en el Estadio de Maracaná (Río de Janeiro) y finalizó, contra todo pronóstico, 2–1 a favor del conjunto uruguayo.
A diferencia de otras ediciones del torneo, que concluyen con una final única, el campeón de 1950 se determinó mediante una fase final, en la que cuatro equipos jugaron en un sistema de todos contra todos. Con Brasil liderando el grupo, un punto por delante de Uruguay antes de la última jornada, Uruguay necesitaba una victoria, mientras que Brasil solo necesitaba evitar la derrota para convertirse en campeón del mundo; ninguno de los otros dos equipos, España y Suecia, podía finalizar en primer lugar. Por lo tanto, este partido suele considerarse como la final de facto.
Uruguay ganó 2–1; Brasil se adelantó poco después del entretiempo gracias a un gol de Friaça, pero Juan Alberto Schiaffino empató a mitad del segundo tiempo, y Alcides Ghiggia completó la remontada a 11 minutos del final. Por este motivo, el término maracanazo se utiliza por extensión para definir a aquella victoria de un equipo o deportista —preferentemente en una final— en campo ajeno y teniendo todos los factores en contra.

## Antecedentes
Encuentros disputados entre las selecciones de Brasil y Uruguay durante los cinco años previos al maracanazo.
| Fecha               | Ciudad         | País      | Motivo                       | Resultado | Resultado | Resultado |
| ------------------- | -------------- | --------- | ---------------------------- | --------- | --------- | --------- |
| 5 de enero de 1946  | Montevideo     | Uruguay   | Copa Río Branco 1946         | Uruguay   | 4:3       | Brasil    |
| 9 de enero de 1946  | Montevideo     | Uruguay   | Copa Río Branco 1946         | Uruguay   | 1:1       | Brasil    |
| 23 de enero de 1946 | Buenos Aires   | Argentina | Campeonato Sudamericano 1946 | Brasil    | 4:3       | Uruguay   |
| 29 de marzo de 1947 | São Paulo      | Brasil    | Copa Río Branco 1947         | Brasil    | 0:0       | Uruguay   |
| 1 de abril de 1947  | Río de Janeiro | Brasil    | Copa Río Branco 1947         | Brasil    | 3:2       | Uruguay   |
| 4 de abril de 1948  | Montevideo     | Uruguay   | Copa Río Branco 1948         | Uruguay   | 1:1       | Brasil    |
| 11 de abril de 1948 | Montevideo     | Uruguay   | Copa Río Branco 1948         | Uruguay   | 4:2       | Brasil    |
| 30 de abril de 1949 | Río de Janeiro | Brasil    | Campeonato Sudamericano 1949 | Brasil    | 5:1       | Uruguay   |
| 6 de mayo de 1950   | São Paulo      | Brasil    | Copa Río Branco 1950         | Brasil    | 3:4       | Uruguay   |
| 14 de mayo de 1950  | Río de Janeiro | Brasil    | Copa Río Branco 1950         | Brasil    | 3:2       | Uruguay   |
| 17 de mayo de 1950  | Río de Janeiro | Brasil    | Copa Río Branco 1950         | Brasil    | 1:0       | Uruguay   |

### Resumen
| Jugados | Ganó Brasil | Empate | Ganó Uruguay | Goles Brasil | Goles Uruguay | promedio de goles Brasil | promedio de goles Uruguay |
| ------- | ----------- | ------ | ------------ | ------------ | ------------- | ------------------------ | ------------------------- |
| 11      | 5           | 3      | 3            | 26           | 22            | 2,3                      | 2                         |

## Previa
Si bien el campeonato se definió mediante una ronda final de cuatro equipos (jugando en la modalidad todos contra todos), el último partido se convirtió en una final de facto. Se jugó el 16 de julio de 1950 en el Estadio Maracaná en Río de Janeiro, Brasil, frente a unos 200.000 espectadores, la mayor cantidad de espectadores jamás reunida para presenciar un partido de fútbol. El equipo favorito tras una campaña de invicto y goleador era Brasil que llegaba con 4 puntos producto de sus victorias (en ese entonces un partido ganado otorgaba dos puntos mientras que un empate otorgaba uno) por goleada frente a Suecia por 7-1 y España por 6-1, mientras que Uruguay llegaba habiendo obtenido 3 puntos frente a los mismos rivales (un empate por 2-2 contra España y una victoria ajustada de 3-2 frente a Suecia).
Cabe mencionar que, si bien el favorito era Brasil, la selección de Uruguay era en ese momento una de las más laureadas del planeta, con una Copa del Mundo, ocho Copas Américas y dos títulos olímpicos, y que su juego llevaba varias décadas provocando la admiración de todos los aficionados del mundo, por lo cual difícilmente podía considerarse a la escuadra uruguaya como "rival débil".[cita requerida]
Inclusive la selección uruguaya había jugado tres partidos de fútbol en la Copa Río Branco contra su equivalente de Brasil pocos meses antes a la Copa del Mundo, los cuales habían resultado en dos triunfos brasileños (2-1 y 1-0) y uno uruguayo (4-3). En el Campeonato Sudamericano celebrado el año anterior, Brasil venció 5-1. Así, la diferencia de calidad entre ambos equipos no era excesiva, si bien era reconocible la superioridad del ataque brasileño. En la final, el equipo brasileño necesitaba tan solo de un empate para obtener el primer lugar del último grupo y con ello proclamarse campeón del mundial, lo cual aumentaba la confianza de la afición local; por otra parte, la prensa brasileña descartaba las opciones uruguayas.
Los principales diarios de Río de Janeiro ya tenían sus primeras planas impresas celebrando por anticipado el triunfo del equipo local: el "Diario de Río" ponía como titular de su portada "O Brasil vencerá - A Copa será nossa", mientras que el periódico "O Mundo" colocaba en su portada "Brasil Campeão Mundial de Futebol 1950". Había muchas carrozas adornadas ya preparadas en Río de Janeiro para encabezar un auténtico carnaval de festejos y ya se habían vendido más de 500.000 camisetas con la inscripción de: “"Brasil Campeão 1950"”; el propio estadio Maracaná (recién inaugurado) se encontraba decorado con pancartas en portugués que decían “Homenaje a los Campeones del Mundo”.[cita requerida]
Además, las autoridades políticas brasileras habían acuñado monedas conmemorativas con los nombres de los futbolistas de la selección local. Había una banda de músicos presente en el estadio con instrucciones de interpretar el himno del ganador al final del partido, a la cual no se entregó la partitura del himno uruguayo por considerarlo innecesario. También la banda había preparado una marcha triunfal, titulada "Brasil Campeão" compuesta para la ocasión.
El favoritismo del local había alcanzado incluso a las autoridades uruguayas. A pocas horas de comenzar el encuentro, la selección de fútbol de Uruguay recibió la visita de los integrantes del cuerpo diplomático de la embajada, solicitandoles que sufrieran "una derrota digna", es decir, sin goleada.[cita requerida]
Incluso el mismo presidente de la FIFA, el francés Jules Rimet, estaba convencido de la victoria local debido al ambiente triunfalista expresado por la afición brasilera. Rimet llevaba un discurso en el bolsillo derecho de su chaqueta, en homenaje a los campeones brasileños, escrito en portugués.[cita requerida] Pese a que los equipos brasileño y uruguayo se hallaban en un nivel similar de calidad de juego, la prensa y la afición de Brasil habían creado un ambiente de triunfalismo excesivo días antes del encuentro decisivo, donde el triunfo local parecía inevitable, mientras que una victoria visitante era asumida como imposible.[cita requerida]

## El partido

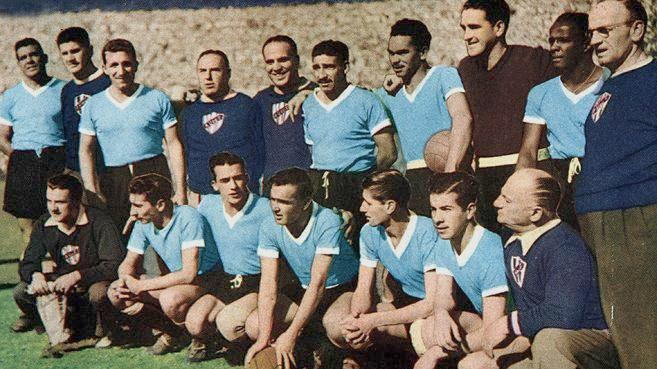
Selección Uruguaya, campeona mundial de 1950.

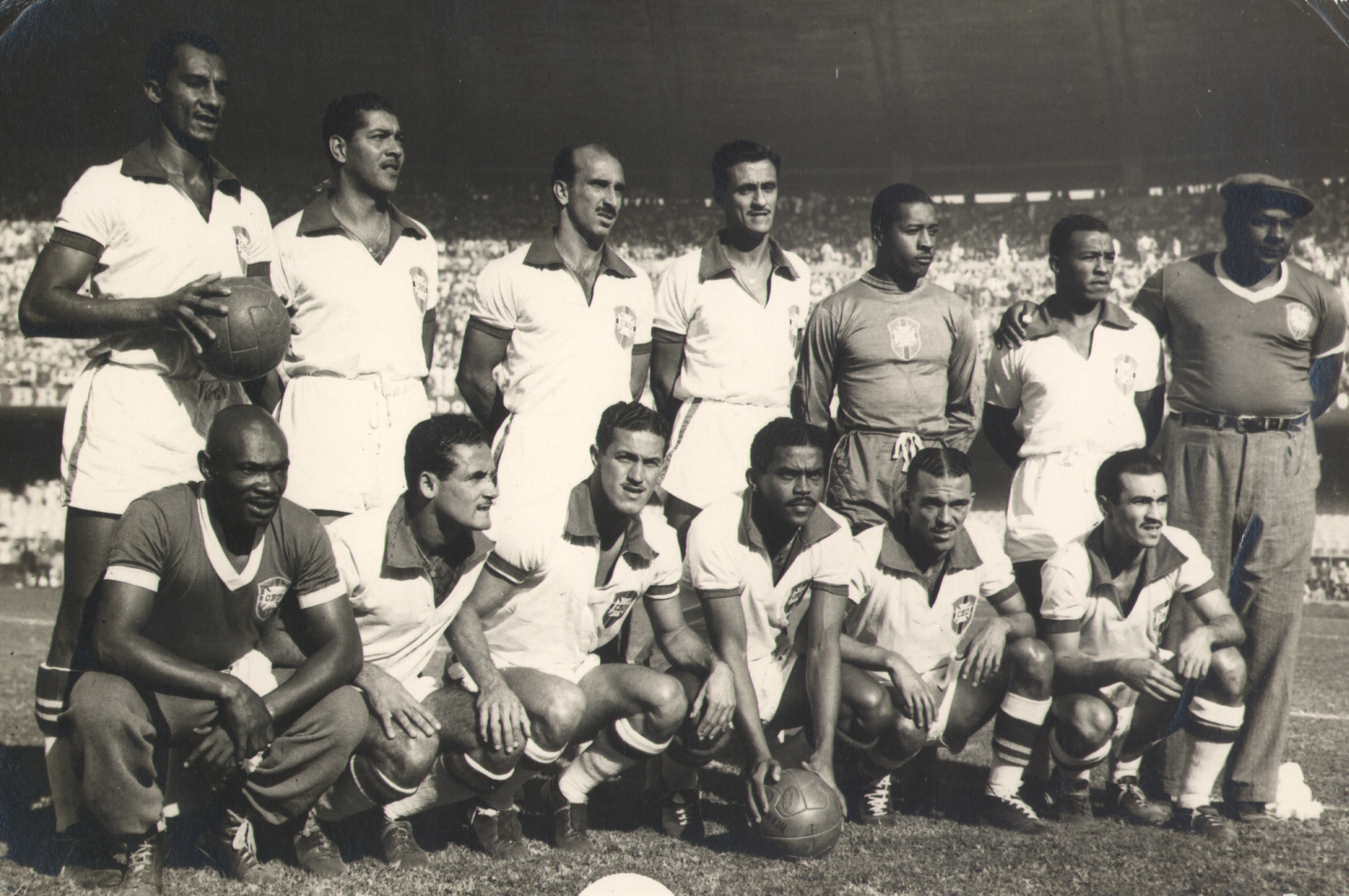
Selección Brasileña, 1950. Archivo Nacional del Brasil.

Antes de empezar el partido, los futbolistas uruguayos eran conscientes del enorme favoritismo del que gozaba la escuadra brasileña. El entrenador de aquel combinado, Juan López Fontana, deseaba evitar una derrota humillante, y pidió a sus jugadores que jugaran defensivamente; cuando López se retiró, el capitán uruguayo Obdulio Varela dijo a sus compañeros: "Juancito es un buen hombre, pero ahora se equivoca. Si jugamos para defendernos, nos sucederá lo mismo que a Suecia o España", refiriéndose a las abultadas derrotas de dichas selecciones ante Brasil (7:1 y 6:1 respectivamente). Los hombres de la escuadra uruguaya entendieron así que jugar defensivamente contra el equipo brasileño resultaría en una derrota por goleada. Poco antes de entrar al campo de juego, los uruguayos percibían con una gran intensidad el estruendo de los aficionados locales en las tribunas del Maracaná. Varela animó a sus compañeros diciendo: "Muchachos, los de afuera son de palo". El juego empezó a las 15 horas.
Al empezar el partido, el equipo brasileño comenzó su habitual presión con los delanteros, en busca del gol para poder liquidar el partido cómodamente y en el menor tiempo posible. Cabe destacar que los anteriores triunfos de Brasil en el torneo habían sido por abultado margen, por lo que la afición local casi les exigía repetir goleadas similares. El portero uruguayo Roque Gastón Máspoli logró contener los ataques brasileños exitosamente, y así finalizó la primera mitad del tiempo reglamentario, con ambos equipos retirándose a los vestuarios empatando sin anotaciones y la molestia en las tribunas por falta de goles.

Formaciones iniciales de los equipos

Pese a este sinsabor, el optimismo continuaba entre el público local, pues el empate le daba a la Canarinha el campeonato del mundo. A comienzos del segundo tiempo (minuto 2), el brasileño Friaça anotó el primer gol de la tarde. Una gran celebración comenzó a inundar el estadio, incluyendo algunos petardos. La algarabía duró poco, pues Varela acudió a reclamar una posición adelantada al árbitro, con la intención de restar tensión al partido; años después, el futbolista reconoció que, en el caso de seguir jugando en medio de la algarabía del público brasileño, el empuje de los futbolistas locales hubiera precipitado una goleada contra Uruguay. El hecho es que el "negro jefe", consciente que Brasil estaba en condiciones de avasallar al equipo charrúa en la efervescencia del encuentro, decidió discutir un pretendido fuera de juego con el árbitro inglés. Cabe aclarar que Varela no hablaba inglés ni el árbitro español, lo que derivó en una absurda discusión de sordos. Ni siquiera los propios uruguayos comprendían lo que su capitán buscaba; pero lo cierto es que Varela sabía que provocar dicha discusión terminaría por "enfriar el partido".

Gol del Brasil en la Copa del Mundo de 1950. Archivo Nacional del Brasil.

Tras bajar la tensión del público y de los equipos, se reanudó el juego y, en el minuto 21, Ghiggia escapó por la derecha y, tras simular que remataría a la portería, optó por el pase al medio del área, donde el ingreso sin marcas de Juan Alberto Schiaffino le permitió igualar el marcador del encuentro. Aun con este resultado de 1-1, Brasil se hubiera convertido en el ganador del Mundial. A pesar de ello, la afición brasileña reclamó la victoria y así lo entendió su equipo, que se lanzó desesperadamente a conseguir un segundo tanto. Para la prensa y la afición de la época, Brasil no podía ser campeón simplemente empatando. Sin embargo, los jugadores uruguayos continuaron defendiéndose acertadamente e incluso lanzando ataques sobre el área brasileña.

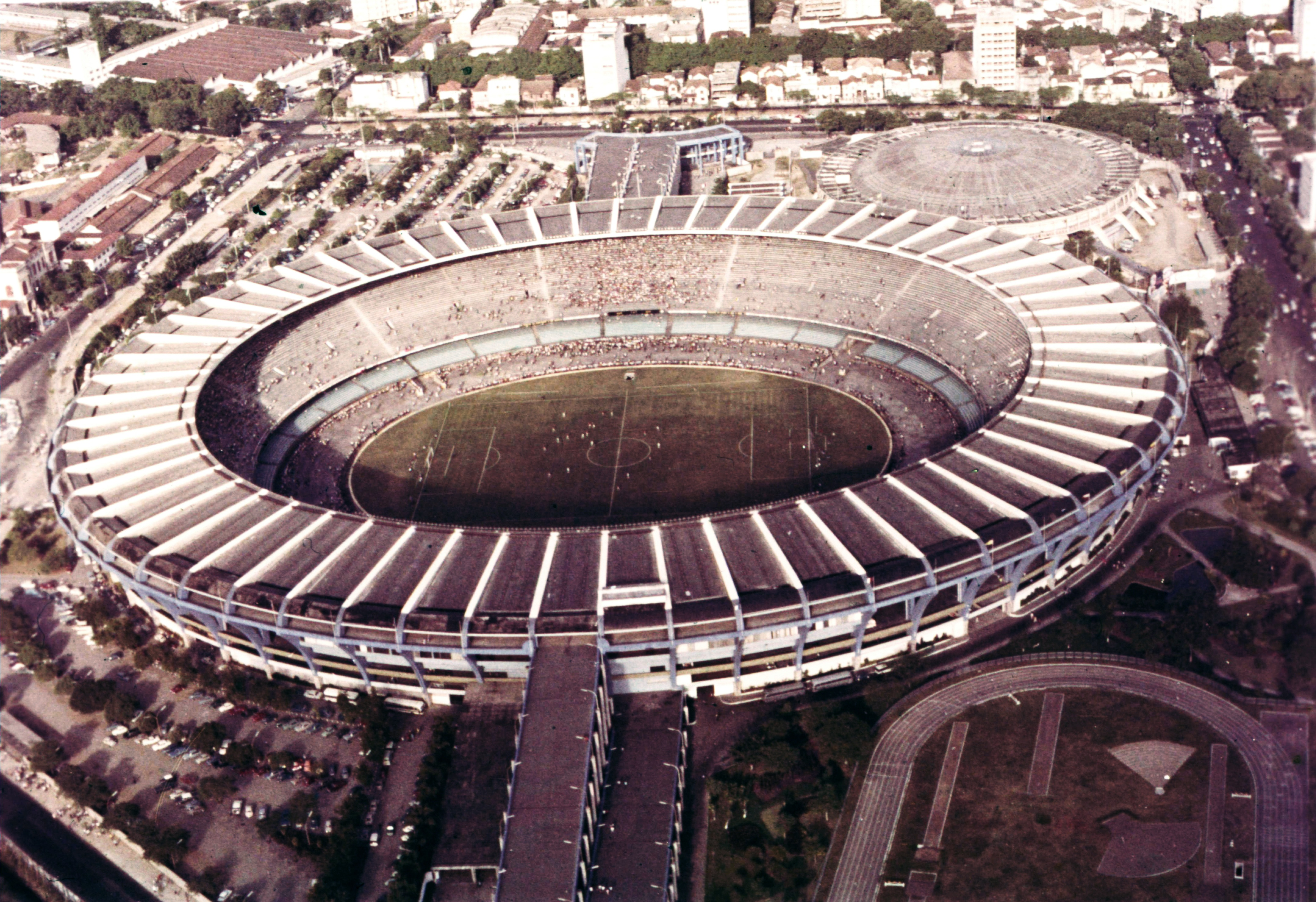
El estadio de Maracanã tuvo una asistencia récord de 199 854 espectadores.

Finalmente, en el minuto 34 del segundo tiempo se articuló otro ataque uruguayo donde Obdulio Varela lanzó un pase hacia Alcides Edgardo Ghiggia, que entregó el balón a Julio Pérez, quien se la devolvió en corto a Ghiggia, que superó al defensa brasileño Bigode, y fingió, como en el primer gol, lanzar un centro ante el portero local Moacir Barbosa. Barbosa cometió el error que marcaría el resto de su vida: dio un paso hacia adelante, seguro que se repetiría la escena de primer gol, y entregó una oportunidad en su primer palo. Ghiggia aprovechó la ocasión y pateó un violento tiro entre el portero y el poste. Anotó así el segundo gol para Uruguay y el estadio quedó en absoluto silencio. Incluso los futbolistas uruguayos quedaron impresionados con el repentino silencio en el recinto, donde minutos antes reinaba la euforia de la afición.
A punto de finalizar el partido, Brasil atacaba con todo su poderío, pero le fue imposible revertir el resultado. Al cumplirse el tiempo oficial, a las 16:45 horas, el árbitro inglés George Reader pitó el final del encuentro, con lo cual estallaba la alegría de los jugadores uruguayos. Al finalizar el partido, la mayor parte del público salió en silencio o llorando del recinto; los futbolistas brasileños mostraban abiertamente su pesar y la prensa local lanzaba comentarios apenados e incrédulos ante una derrota totalmente inesperada; la banda de música traída para la ocasión no ejecutó pieza alguna, no percatándose de la ceremonia de entrega de la Copa Jules Rimet a Uruguay.

## Resultado
| 1     | POR   | Barbosa      |  |
| 2     | DEF   | Augusto      |  |
| 3     | DEF   | Juvenal      |  |
| 6     | DEF   | Bigode       |  |
| 4     | MED   | Bauer        |  |
| 5     | MED   | Danilo       |  |
| 8     | MED   | Zizinho      |  |
| 10    | MED   | Jair         |  |
| 7     | DEL   | Friaça       |  |
| 9     | DEL   | Ademir       |  |
| 11    | DEL   | Chico        |  |
| D. T. | D. T. | Flávio Costa |  |

| 1     | POR   | Roque Gastón Máspoli     |  |
| 2     | DEF   | Matías González          |  |
| 3     | DEF   | Eusebio Tejera           |  |
| 4     | MED   | Schubert Gambetta        |  |
| 5     | MED   | Obdulio Varela           |  |
| 6     | MED   | Víctor Rodríguez Andrade |  |
| 7     | DEL   | Alcides Ghiggia          |  |
| 8     | DEL   | Julio Pérez              |  |
| 9     | DEL   | Óscar Míguez             |  |
| 10    | DEL   | Juan Alberto Schiaffino  |  |
| 11    | DEL   | Rubén Morán              |  |
| D. T. | D. T. | Juan López               |  |

| 47' | Friaça | 1:0 |

| 66' · 79' | Schiaffino Ghiggia | 1:1 1:2 |

| Principal  | George Reader   |
| Asistentes | Arthur Ellis    |
|            | George Mitchell |

| 1     | POR   | Barbosa      |  |
| 2     | DEF   | Augusto      |  |
| 3     | DEF   | Juvenal      |  |
| 6     | DEF   | Bigode       |  |
| 4     | MED   | Bauer        |  |
| 5     | MED   | Danilo       |  |
| 8     | MED   | Zizinho      |  |
| 10    | MED   | Jair         |  |
| 7     | DEL   | Friaça       |  |
| 9     | DEL   | Ademir       |  |
| 11    | DEL   | Chico        |  |
| D. T. | D. T. | Flávio Costa |  |

| 1     | POR   | Roque Gastón Máspoli     |  |
| 2     | DEF   | Matías González          |  |
| 3     | DEF   | Eusebio Tejera           |  |
| 4     | MED   | Schubert Gambetta        |  |
| 5     | MED   | Obdulio Varela           |  |
| 6     | MED   | Víctor Rodríguez Andrade |  |
| 7     | DEL   | Alcides Ghiggia          |  |
| 8     | DEL   | Julio Pérez              |  |
| 9     | DEL   | Óscar Míguez             |  |
| 10    | DEL   | Juan Alberto Schiaffino  |  |
| 11    | DEL   | Rubén Morán              |  |
| D. T. | D. T. | Juan López               |  |

| 47' | Friaça | 1:0 |

| 66' · 79' | Schiaffino Ghiggia | 1:1 1:2 |

| Principal  | George Reader   |
| Asistentes | Arthur Ellis    |
|            | George Mitchell |

| 1     | POR   | Barbosa      |  |
| 2     | DEF   | Augusto      |  |
| 3     | DEF   | Juvenal      |  |
| 6     | DEF   | Bigode       |  |
| 4     | MED   | Bauer        |  |
| 5     | MED   | Danilo       |  |
| 8     | MED   | Zizinho      |  |
| 10    | MED   | Jair         |  |
| 7     | DEL   | Friaça       |  |
| 9     | DEL   | Ademir       |  |
| 11    | DEL   | Chico        |  |
| D. T. | D. T. | Flávio Costa |  |

| 1     | POR   | Roque Gastón Máspoli     |  |
| 2     | DEF   | Matías González          |  |
| 3     | DEF   | Eusebio Tejera           |  |
| 4     | MED   | Schubert Gambetta        |  |
| 5     | MED   | Obdulio Varela           |  |
| 6     | MED   | Víctor Rodríguez Andrade |  |
| 7     | DEL   | Alcides Ghiggia          |  |
| 8     | DEL   | Julio Pérez              |  |
| 9     | DEL   | Óscar Míguez             |  |
| 10    | DEL   | Juan Alberto Schiaffino  |  |
| 11    | DEL   | Rubén Morán              |  |
| D. T. | D. T. | Juan López               |  |

| 47' | Friaça | 1:0 |

| 66' · 79' | Schiaffino Ghiggia | 1:1 1:2 |

| Principal  | George Reader   |
| Asistentes | Arthur Ellis    |
|            | George Mitchell |

| 1     | POR   | Barbosa      |  |
| 2     | DEF   | Augusto      |  |
| 3     | DEF   | Juvenal      |  |
| 6     | DEF   | Bigode       |  |
| 4     | MED   | Bauer        |  |
| 5     | MED   | Danilo       |  |
| 8     | MED   | Zizinho      |  |
| 10    | MED   | Jair         |  |
| 7     | DEL   | Friaça       |  |
| 9     | DEL   | Ademir       |  |
| 11    | DEL   | Chico        |  |
| D. T. | D. T. | Flávio Costa |  |

| 1     | POR   | Roque Gastón Máspoli     |  |
| 2     | DEF   | Matías González          |  |
| 3     | DEF   | Eusebio Tejera           |  |
| 4     | MED   | Schubert Gambetta        |  |
| 5     | MED   | Obdulio Varela           |  |
| 6     | MED   | Víctor Rodríguez Andrade |  |
| 7     | DEL   | Alcides Ghiggia          |  |
| 8     | DEL   | Julio Pérez              |  |
| 9     | DEL   | Óscar Míguez             |  |
| 10    | DEL   | Juan Alberto Schiaffino  |  |
| 11    | DEL   | Rubén Morán              |  |
| D. T. | D. T. | Juan López               |  |

| 47' | Friaça | 1:0 |

| 66' · 79' | Schiaffino Ghiggia | 1:1 1:2 |

| Principal  | George Reader   |
| Asistentes | Arthur Ellis    |
|            | George Mitchell |

|                            |
| Bandera de Uruguay         |
| Campeón Uruguay 2.º título |

### Estadísticas
| General          | Brasil | Uruguay |
| ---------------- | ------ | ------- |
| Goles            | 1      | 2       |
| Remates          | 30     | 16      |
| Remates a puerta | 15     | 5       |
| Córneres         | 2      | 10      |
| Fueras de juego  | 4      | 4       |
| Faltas cometidas | 21     | 11      |

## Reacciones
Para los aficionados brasileños, la victoria uruguaya fue una tragedia, comentada como la peor derrota deportiva del país hasta entonces. Se cancelaron los preparativos de una celebración que era obvia para muchos.[cita requerida] Desde entonces, la palabra maracanazo ha quedado como expresión de derrota o desastre imprevisto para los brasileños.[cita requerida]
En claro contraste, la celebración y el éxtasis fueron inmensos para los uruguayos. La inesperada victoria llegaba a oídos de aquel país gracias al inolvidable relato de Carlos Solé. La gente se volcó a las calles a festejar lo que, en un principio, parecía un sueño inalcanzable.[cita requerida] El desconcierto era tal tras la victoria uruguaya, que todos los hinchas brasileños enmudecieron completa y sorprendentemente apenas terminaba el partido, donde la concurrencia de uruguayos era de apenas un centenar de personas, a tal punto de que los únicos sonidos que se escuchaban eran los del plantel celeste.[cita requerida]
También se dio una anécdota que involucraba al entonces presidente de la FIFA, Jules Rimet. Cuando el encuentro estaba empatado 1 a 1, Rimet se dirigió a los vestuarios para preparar su discurso de felicitaciones para Brasil, pero cuando volvió al terreno de juego (ya terminado el encuentro) se llevó la sorpresa de no ver ningún festejo, ya que Uruguay había logrado la hazaña. Tan desconcertado quedó Rimet, que incluso la ceremonia oficial de entrega de la copa a Uruguay no se ejecutó; este apenas pudo acercarse al capitán uruguayo en el borde del terreno de juego para darle un breve apretón de manos y entregarle, casi a escondidas, el trofeo.

Años después, recordaba Rimet:

Todo estaba previsto, excepto el triunfo de Uruguay. Al término del partido, yo debía entregar la copa al capitán del equipo campeón. Una vistosa guardia de honor se formaría desde el túnel hasta el centro del campo de juego, donde estaría esperándome el capitán del equipo vencedor (naturalmente Brasil). Preparé mi discurso y me fui a los vestuarios pocos minutos antes de finalizar el partido (estaban empatando 1 a 1 y el empate dictaminaba campeón al equipo local). Pero cuando caminaba por los pasillos, de momento, se interrumpió el griterío infernal. A la salida del túnel, un silencio desolador dominaba el estadio. Ni guardia de honor, ni himno nacional, ni discurso, ni entrega solemne. Me encontré solo, con la copa en mis brazos y sin saber qué hacer. En el tumulto terminé por descubrir al capitán uruguayo, Obdulio Varela, y casi a escondidas le entregué la estatuilla de oro, estrechándole la mano y me retiré sin poder decirle una sola palabra de felicitación para su equipo.

En adelante, el equipo nacional comenzó a utilizar la tradicional camiseta verde amarela con short azul y medias blancas, aunque no fue de manera inmediata, ya que en algunos partidos amistosos y oficiales todavía se mantuvo la equipación blanca.
Años después, Ghiggia, de visita en Brasil, pronunció una frase que refleja la repercusión del maracanazo tanto para Brasil como para el fútbol mundial: "Solo tres personas fuimos capaces de silenciar el Maracaná; el Papa Juan Pablo II, Frank Sinatra y yo". Unos años más tarde, el que fue capitán del seleccionado uruguayo ese día, Obdulio Varela, fue sincero y dijo: "La verdad es que si ese partido lo jugábamos otras 99 veces, las perdíamos todas, pero ese día nos tocó el partido 100".
Sin embargo, visto en retrospectiva, según el técnico uruguayo Óscar Washington Tabárez, aquel juego tuvo un impacto negativo a la posteridad para la selección uruguaya, pues "para las generaciones posteriores, llegó el mensaje subliminal de que los campeones eran esos y no los de hoy".
A pesar de la creencia popular de que después del maracanazo Brasil nunca más volvió a usar su camiseta blanca, sí volvió a usarla en algunos partidos (oficiales y amistosos). La usó nuevamente en el Campeonato Panamericano de Fútbol 1952 (todos los partidos) en el cual sería campeón, en los Juegos Olímpicos de Helsinki 1952 (todos los partidos) en donde se quedaría eliminado en los cuartos de final, en el Campeonato Sudamericano 1953 (todos los partidos) en el cual sería subcampeón, también la usó en un amistoso contra Italia en 1956 en donde los italianos ganaron 3 a 0, en el Campeonato Sudamericano 1957 (solo un partido —ante Chile, que terminó con victoria brasileña 4 a 2—) en el cual sería subcampeón, en el Mundial de Chile 1962 Brasil jugó todos sus partidos con su camiseta amarilla y llevó como uniforme alternativo su camiseta azul y como tercer uniforme su camiseta blanca —sin embargo, no utilizó ni la camiseta alternativa ni la tercera camiseta— en el cual fue campeón, y en un amistoso contra Francia en 2004 —solo en el primer tiempo— que terminó 0 a 0. En la Copa América 2019, Brasil nuevamente volvió a usar su camiseta blanca (pero solo una vez y fue en el partido inaugural ante Bolivia que terminó 3 a 0 con victoria brasileña), para conmemorar los 100 años de su primera Copa América ganada en 1919 que fue organizada por Brasil.

## En la voz de Solé
Al no haber demasiados uruguayos presentes en las tribunas del estadio, unas de las vías de comunicación del partido para los charrúas fue el relato de Carlos Solé (uno de los tres relatores uruguayos que concurrieron). Los relatos de ambos goles quedaron en el recuerdo de los uruguayos.

Primer gol de Brasil

La pelota va con violencia en dirección al debutante Morán. Salta Morán y el jugador Augusto. Devuelve la pelota Augusto, lo busca en dirección a Friaça, resta menos Ademir la carga, toma Zizinho, Zizinho a Ademir. Ademir avanza, cruza a Friaça, pierde el balón con Andrade, tira… Gol, gool brasileño, tiró Friaça, y logró anotar el primer tanto de Brasil, a los 2 minutos de juego, el puntero derecho del equipo brasileño.

Primer gol de Uruguay

Quita Míguez para apoyar a Schiaffino; frente a él se defiende Bigode. La resta al centro de la cancha donde va a tomar Gambetta. Se corre Gambetta. Cruza la pelota en dirección a Julio Pérez. Julio Pérez arremete de frente a Danilo. Lleva la pelota Pérez. Le traba la pelota Danilo. Con todo la vuelve a tomar Pérez. Se repliega. Elude a Bauer. Apoya a Obdulio Varela. Varela al puntero Ghiggia. Avanza Ghiggia perseguido por Bigode. Lo anula Ghiggia a Bigode. Se corre al arco. Coloca el centro. Toma Schiaffino. Tira. Goool, goool, gol uruguayo. Gol de Schiaffino. Schiaffino a los 21 minutos. Se le escapó Ghiggia al jugador Bigode. Colocó el centro y el jugador Juan Alberto Schiaffino la tomó de media vuelta. Colocó un violento remate alto dejando completamente sin chance a Barbosa a los 21 minutos. Schiaffino autor del tanto. Uruguay 1-Brasil 1.

Segundo gol de Uruguay

La para Míguez y apoya Julio Pérez. Se va delante Pérez con la pelota esperando que se cruce Ghiggia. Julio Pérez sigue atacando. Pérez a Ghiggia. Ghiggia a Pérez. Pérez avanza, le cruza la pelota a Ghiggia. Ghiggia se le escapa a Bigode. Avanza el veloz puntero derecho uruguayo. Ghiggia va a tirar, tira… Goool, goool, gol uruguayo. Ghiggia tiró violentamente y la pelota escapó al contralor de Barbosa. A los 34 minutos, anotando el segundo tanto para el equipo uruguayo. Ya decíamos que el gran puntero derecho del conjunto oriental estaba resultando la mejor figura de los uruguayos. Se escapó de la defensa brasilera. Tiró en acción violenta. La pelota rasante al poste escapó al contralor de Barbosa y anotó a los 34 minutos Ghiggia el segundo tanto para Uruguay. Uruguay 2 Brasil 1. Autor del tanto Ghiggia a los 34 minutos.

Últimos minutos del partido

Falta un minuto con 50 para llegar al tiempo reglamentario y los descuentos. Va a hacerse efectivo un outball por parte del jugador Rodriguez Andrade, Rodríguez Andrade entrega la pelota, atención a Morán, la echa para córner, claro el arbitro indica que se ejecute el outball por parte del jugador Bauer para Brasil. Bauer a Zizinho, quita la pelota Schiaffino, Schiaffino a Míguez, arremete Miguez y Ghiggia resolvidamente de goles a distancia. Saca la pelota al tope la cancha y la va a tomar Bauer, va a mover el jugador Danilo, Danilo hacia Zizinho, Zizinho… le quita a Gambetta, la vuelve Gambetta a Schiaffino, falta medio minuto para el tiempo reglamentario, Schiaffino a Míguez, será tiro libre para el equipo brasileño. Les repito que faltan 20 segundos para llegar al término del... término del match, después tendrán que iniciar a jugarse los descuentos que haya estimado el árbitro hasta el final. Viene la pelota al tiro libre sobre la cabeza, la va a tomar Ademir, Ademir a Friaça. Le quita la pelota volviendo Matías González, sobre la hora del término del partido, entre los descuentos, la toca, paran a... esto... bueno, Friaça se cae, la sacará Eusebio Tejera, se va la pelota al córner contra Uruguay y, viene por Tejera, repito que estamos, ¡sobre la hora!, del término del partido. Entran a jugarse los minutos adicionales por los descuentos. Ya se puede sacar el córner por parte de Friaça. Uruguay 2 Brasil 1. Viene el córner… salta… ¡terminó el partido! ¡terminó el partidooo! ¡Uruguay Campeón! ¡Acaba de terminar el partido en Rio de Janeiro! Uruguay, señoras y señores, oyentes de Radio Sarandí, ¡campeón por cuarta vez! No pueden ustedes imaginarse la emoción, la alegría, ese algo está indescriptible, te viene del pecho a la garganta. Que se alumbra, y que no permite que el pensamiento fluya, de forma clara y terminante, para que lidie con la presión, se haga también señoras y señores oyentes, al comprender, y estimo que ustedes sabrán disculpar. Imagino la enorme alegría, el enoorme entusiasmo, y las caravanas incesantes que en nuestro Montevideo y en toda la República Oriental del Uruguay, en las primeras colinas y cuchillas, en las calles tiende nuestra fértil campaña, habrán que festejar el título ganado por Uruguay. Uruguay 2, Brasil 1. [...] Compatriotas, no tengo por qué negarlo, que me están cayendo lágrimas de emoción, para decirles alborozados, que somos campeones del mundo, pero campeones del mundo legítimamente, honorablemente.